# Béla Fleck
Béla Anton Leoš Fleck (10 de julio de 1958) es un intérprete de banjo estadounidense. Conocido como uno de los intérpretes de banjo más innovadores y técnicamente competentes. Es conocido por su trabajo en los grupos New Grass Revival y Béla Fleck and the Flecktones. Fleck nació en Nueva York y recibió el nombre de Béla en homenaje al compositor Béla Bartók. Comenzó a tocar el banjo cuando era solo un adolescente. Asistió a la High School of Music and Art de Nueva York, donde trabajó en la adaptación del bebop al banjo. A finales de 1989 formó The Flecktones, banda que lanzó su primer álbum en 1990. 

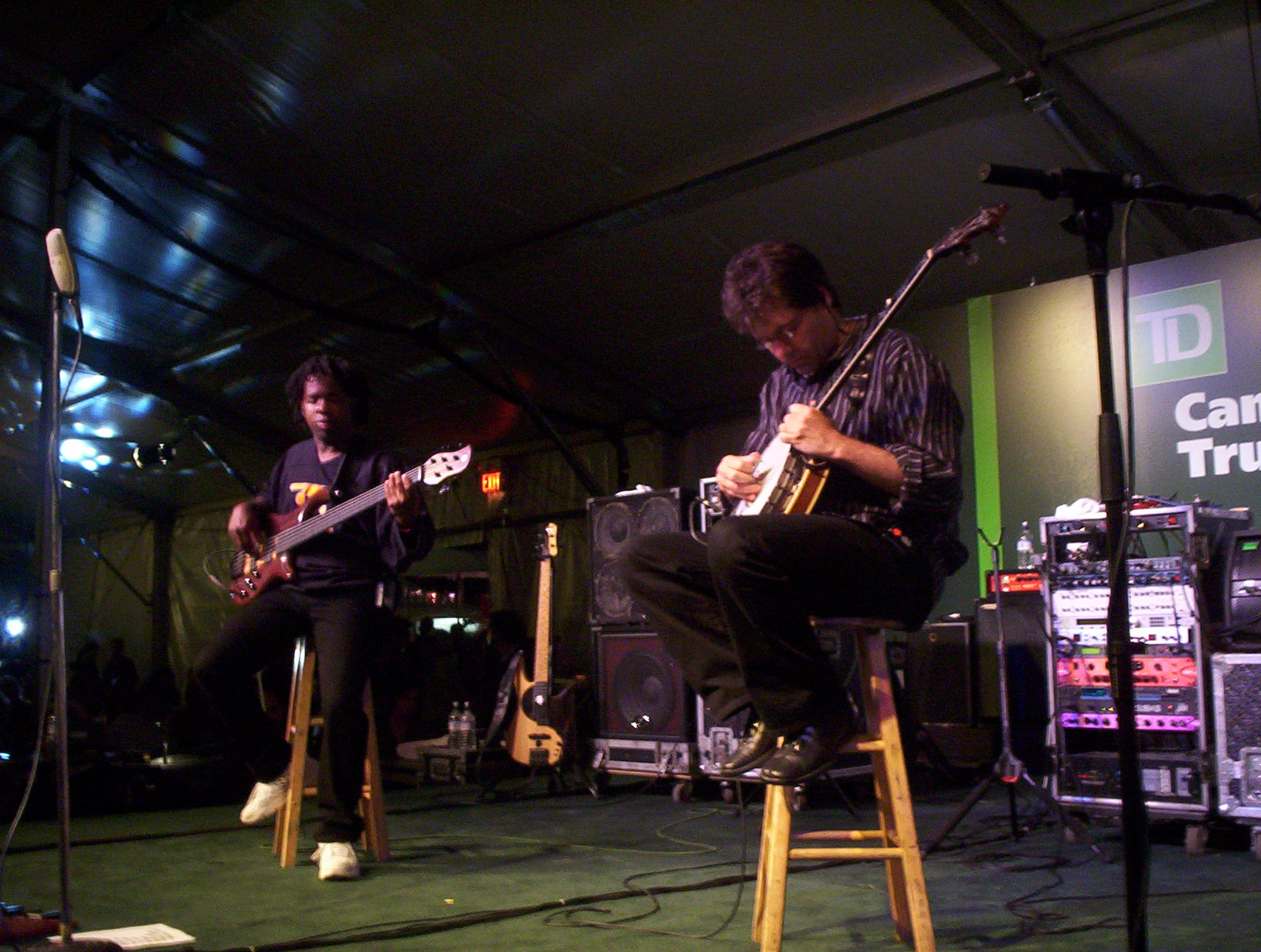
Béla Fleck (derecha) con Victor Wooten.

Ha tocado con Edmar Castañeda, Antonio Sánchez, entre otros músicos reconocidos.

## Discografía

### Solista o con varios artistas
- Crossing the Tracks (Rounder Records, 1979)
- Natural Bridge (Rounder Records, 1982)
- Double Time (Rounder Records, 1984)
- Inroads (Rounder Records, 1986)
- Daybreak (Compilación, Rounder Records, 1987)
- Drive (Rounder Records, 1988)
- Places (Compilación, Rounder Records, 1988)
- Tales from the Acoustic Planet (Warner Brothers, 1995)
- Tales from the Acoustic Planet Vol 2, the Bluegrass Sessions (Warner Brothers, 1999)
- Tocando Tierra - A tribute to Latin American Music (Latin World, 1999)
- Perpetual Motion (Sony Classical, 2001)
- Drive (Mobile Fidelity, 2004)
- Abigail Washburn & The Sparrow Quartet (Nettwerk Records, 2008)

### Con The Flecktones
- Béla Fleck And The Flecktones (Warner Brothers, 1990)
- Flight of the Cosmic Hippo (Warner Brothers, 1991)
- UFO Tofu (Warner Brothers, 1992)
- Three Flew Over the Cuckoo's Nest (Warner Brothers, 1993)
- Live Art (Warner Brothers, 1996)
- Left of Cool (Warner Brothers, 1998)
- Greatest Hits of the 20th Century (compilación, Warner Brothers, 1999)
- Outbound (Columbia Records, 2000)
- Live at the Quick (Columbia Records, 2002)
- Little Worlds (Columbia Records, 2003)
- Ten From Little Worlds (Selecciones de Little Worlds, Columbia Records, 2003)
- The Hidden Land (2006)
- Jingle all the way  (2009)
- Rocket Science (2011)
- Lonesome Pine Special '91 (2020)

### Con Jie-Bing Chen y Vishwa Mohan Bhatt
- Tabula Rasa (Water Lily Acoustics, 1996)

### Con Curandero
- Aras (Silver Wave, 1996)

### Con Dreadful Snakes
- The Dreadful Snakes (Rounder Records, 1983)
- Snakes Alive! (Rounder Records)
- stock(slase)

### Con Mike Marshall y Edgar Meyer
- Uncommon Ritual (Sony, 1997)

### Con Edgar Meyer
- Music For Two (Sony, 2004)

### Con The New Grass Revival
- Sam Bush: Late as Usual (Rounder 1984)
- On the Boulevard (Sugar Hill 1984)
- New Grass Revival (EMI 1986)
- Hold to a Dream (Capitol 1987)
- Live, 1983 recording (Sugar Hill 1989)
- Friday Night in America (Capitol 1989)
- Anthology (Capitol 1989)
- Deviation (Rounder Records, 1984)
- Best of New Grass Revival (Liberty 1994)
- Grass Roots: The Best of the New Grass Revival (Capitol 2005)

### Con Strength In Numbers
- Telluride Sessions (MCA Nashville Records, 1989)

### Con Tasty Licks
- Tasty Licks (Rounder Records, 1978)
- Anchored to the Shore (Rounder Records, 1979)

### Con Tony Trischka
- Solo Banjo Works (Rounder Records, 1992)

### Con Tony Trischka and Bill Keith
- Fiddle Tunes For Banjo (Rounder Records, 1981)

### Con Dave Matthews Band
- Before These Crowded Streets (RCA, 1998)
- Live Trax Vol. 1: 12.8.98 Centrum Centre, Worcester, MA (2004)
- Live Trax Vol. 7: 12.31.96 Hamptom Coliseum, Hampton, VA (2006)

### Con Spectrum
- Opening Roll (Rounder Records, 1980)

### Con Chick Corea
- The Enchantment (Concord Records, 2007)